# Зорянська сільська рада (Рівненський район)
Зоря́нська сільська́ ра́да — адміністративно-територіальна одиниця та орган місцевого самоврядування в Рівненському районі Рівненської області. Адміністративний центр — село Зоря.

## Загальні відомості
Зорянська сільська рада утворена в 1958 році.
- Територія ради: 139,046 км²
- Населення ради: 10 787 осіб (станом на 2001 рік)

## Населені пункти
Сільській раді підпорядковані населені пункти:
- с. Зоря
- с. Білів
- с. Голишів
- с. Грабів
- с. Дерев'яне
- с. Диків
- с. Застав'я
- с. Новостав
- с. Олишва
- с. Сморжів
- с. Старожуків

## Склад ради
Рада складається з 22 депутати та голови.
- сільський голова: Олійник Михайло Михайлович
- Секретар ради: Дяченко Михайло Михайлович

### Керівний склад попередніх скликань
| Прізвище, ім'я, по батькові | Основні відомості                                                 | Дата обрання | Дата звільнення |
| --------------------------- | ----------------------------------------------------------------- | ------------ | --------------- |
| Гуз Анатолій Тимофійович    | Сільський голова, 1944 року народження, освіта вища, безпартійний | 26.03.2006   | 31.10.2010      |
| Гуз Анатолій Тимофійович    | Сільський голова, 1944 року народження, освіта вища, безпартійний | 31.10.2010   | 01.04.2015      |
| Олійник Михайло Михайлович  | в. о. сільського голови                                           | 01.04.2015   |                 |

Примітка: таблиця складена за даними сайту Верховної Ради України

### Депутати
За результатами місцевих виборів 2010 року депутатами ради стали:

#### За суб'єктами висування
| Суб'єкт висування | Кількість обраних депутатів | %   |
| ----------------- | --------------------------- | --- |
| Самовисування     | 30                          | 100 |

#### За округами
| № округу | Прізвище, ім'я, по батькові      | Дата визнання обраним | Освіта  | Партійна приналежність                  | Відомості про обраного депутата                                         |
| -------- | -------------------------------- | --------------------- | ------- | --------------------------------------- | ----------------------------------------------------------------------- |
| 1        | Стадницький Роман Олександрович  | 05.11.2010            | вища    | позапартійний                           | «Абсолют індустрія»                                                     |
| 2        | Хілецький Микола Іванович        | 05.11.2010            | вища    | позапартійний                           | Рівненська ЕД, начальник                                                |
| 3        | Сасько Микола Леонтійович        | 05.11.2010            | вища    | позапартійний                           | Білівська загальноосвітня школа І-ІІІ ст., директор                     |
| 4        | Дарморост Микола Іванович        | 05.11.2010            | середня | позапартійний                           | Зорянська сільська рада, електрик                                       |
| 5        | Токарень Лілія Петрівна          | 05.11.2010            | вища    | позапартійна                            | фельдшерсько-акушерський пункт с. Грабів, завідувачка                   |
| 6        | Мазурець Віктор Васильович       | 05.11.2010            | вища    | позапартійний                           | Зорянська сільська рада, землевпорядник                                 |
| 7        | Голошівська Алла Степанівна      | 05.11.2010            | вища    | позапартійна                            | Зорянська сільська рада, інспектор військово-облікового бюро            |
| 8        | Наумець Анатолій Віталійович     | 05.11.2010            | вища    | позапартійний                           | ПРАТ АПК «Зоря»                                                         |
| 9        | Конончук Оксана Василівна        | 05.11.2010            | вища    | позапартійна                            | Клеванська загальноосвітня школа І-ІІІ ст. № 1, директор                |
| 10       | Лебідь Леся Василівна            | 05.11.2010            | вища    | позапартійна                            | ПВКФ «Агросорвс», бухгалтер                                             |
| 11       | Лобур Галина Миколаївна          | 05.11.2010            | вища    | член Єдиного Центру                     | клуб с. Грабів, завідувачка                                             |
| 12       | Головчак Володимир Йосипович     | 05.11.2010            | вища    | позапартійний                           | пенсіонер                                                               |
| 13       | Капітанюк Петро Миколайович      | 05.11.2010            | вища    | позапартійний                           | Свято-Михайлівський храм с. Зоря, настоятель                            |
| 14       | Чирук Марія Петрівна             | 05.11.2010            | вища    | позапартійна                            | Зорянська сільська рада, секретар                                       |
| 15       | Кашернюк Ніна Леонтіївна         | 05.11.2010            | вища    | позапартійна                            | Зорянська сільська бібліотека, бібліотекар                              |
| 16       | Легка Галина Петрівна            | 05.11.2010            | вища    | позапартійна                            | Зорянська лікарська амбулаторія, медична сестра                         |
| 17       | Катеренчук Анатолій Петрович     | 05.11.2010            | вища    | член Народної партії                    | тимчасово не працює                                                     |
| 18       | Мулявчик Людмила Іллівна         | 05.11.2010            | вища    | позапартійна                            | Зорянська лікарська амбулаторія, головний лікар                         |
| 19       | Павлюк Валерій Васильович        | 05.11.2010            | вища    | позапартійний                           | ПРАТ "Райз-Максимко                                                     |
| 20       | Яцюк Андрій Віталійович          | 05.11.2010            | вища    | позапартійний                           | Клеванська ЦРЛ, лікар-хірург                                            |
| 21       | Фалко Євгенія Василівна          | 05.11.2010            | вища    | член Народно-демократичної партії (НДП) | Клеванська школа-інтернат І-ІІІ ст. для слабозорих дітей, директор      |
| 22       | Хілецька Галина Іванівна         | 05.11.2010            | вища    | позапартійна                            | Голишівська загальноосвітня школа І-ІІ ст., вчитель                     |
| 23       | Коваль Богдан Петрович           | 05.11.2010            | вища    | позапартійний                           | пенсіонер                                                               |
| 24       | Бєлка Петро Миколайович          | 05.11.2010            | вища    | позапартійний                           | ВАТ «Рівнегаз», директор                                                |
| 25       | Дяченко Михайло Михайлович       | 05.11.2010            | вища    | член Української Народної Партії        | Рівненська райдержадміністрація, начальник відділу внутрішньої політики |
| 26       | Гелешко Валентин Петрович        | 05.11.2010            | вища    | позапартійний                           | ЗАТ «Райз-Максимко», оператор-сортувальник сортувального цеху           |
| 27       | Денега Анатолій Іванович         | 05.11.2010            | вища    | член Народної партії                    | Клеванський лісгосп, майстер лісу                                       |
| 28       | Максимчук Григорій Григорович    | 10.01.2011            | вища    | позапартійний                           | Новоставська загальноосвітня школа І-ІІ ст., вчитель                    |
| 29       | Чугалінський Олександр Федорович | 05.11.2010            | вища    | позапартійний                           | пенсіонер                                                               |
| 30       | Олійник Михайло Михайлович       | 05.11.2010            | вища    | позапартійний                           | Свято-Михайлівський храм с. Старожуків, настоятель                      |